# Halowe Mistrzostwa Świata w Lekkoatletyce 2004 – trójskok mężczyzn
Trójskok mężczyzn – jedna z konkurencji rozgrywanych podczas halowych mistrzostw świata w lekkoatletyce w 2004. Kwalifikacje odbyły się 5 marca, a finał został rozegrany 7 marca.
Do kwalifikacji zgłoszonych zostało 22 zawodników z 17 państw.
Zawody w tej konkurencji wygrał reprezentant Szwecji Christian Olsson. Drugą pozycję zajął zawodnik z Brazylii Jadel Gregório, trzecią zaś reprezentujący Kubę Yoandri Betanzos.

## Wyniki

### Kwalifikacje
Źródło: 
Grupa A
| Miejsce | Zawodnik             | Państwo           | Podejście | Podejście | Podejście | Wynik | Uwagi |
| Miejsce | Zawodnik             | Państwo           | #1        | #2        | #3        | Wynik | Uwagi |
| ------- | -------------------- | ----------------- | --------- | --------- | --------- | ----- | ----- |
| 1.      | Dźmitry Walukiewicz  | Białoruś          | 17,16     | –         | –         | 17,16 |       |
| 2.      | Yoandri Betanzos     | Kuba              | 14,09     | 17,10     | –         | 17,10 |       |
| 3.      | Christian Olsson     | Szwecja           | 16,99     | –         | –         | 16,99 |       |
| 4.      | Daniel Donovici      | Rumunia           | 16,72     | 16,65     | 16,76     | 16,76 |       |
| 5.      | Andrew Murphy        | Australia         | 16,67     | 16,60     | 16,45     | 16,67 |       |
| 6.      | Aleksandr Siergiejew | Rosja             | 16,49     | 16,60     | 16,56     | 16,60 |       |
| 7.      | LaMark Carter        | Stany Zjednoczone | 16,23     | X         | 16,47     | 16,47 |       |
| 8.      | Gu Junjie            | Chiny             | 16,06     | 16,38     | 16,40     | 16,40 | SB    |
| 9.      | Sébastien Pincemail  | Francja           | 16,38     | X         | X         | 16,38 |       |
| 10.     | Nelson Évora         | Portugalia        | 16,30     | 15,17     | 16,10     | 16,30 |       |
| 11.     | Péter Tölgyesi       | Węgry             | 15,97     | 15,64     | X         | 15,97 |       |

Grupa B
| Miejsce | Zawodnik           | Państwo           | Podejście | Podejście | Podejście | Wynik | Uwagi |
| Miejsce | Zawodnik           | Państwo           | #1        | #2        | #3        | Wynik | Uwagi |
| ------- | ------------------ | ----------------- | --------- | --------- | --------- | ----- | ----- |
| 1.      | Mykoła Sawołajnen  | Ukraina           | 16,50     | 16,82     | 17,16     | 17,16 | PB    |
| 2.      | Marian Oprea       | Rumunia           | 17,01     | –         | –         | 17,01 |       |
| 3.      | Jadel Gregório     | Brazylia          | 16,96     | –         | –         | 16,96 |       |
| 4.      | Julien Kapek       | Francja           | 16,78     | 16,95     | –         | 16,95 |       |
| 5.      | Daniił Burkienia   | Rosja             | 16,65     | 15,37     | 16,79     | 16,79 |       |
| 6.      | Christos Meletoglu | Grecja            | 16,19     | 16,54     | 16,79     | 16,79 | NR    |
| 7.      | Fabrizio Donato    | Włochy            | 15,01     | 16,68     | 15,52     | 16,68 |       |
| 8.      | Momcził Karailiew  | Bułgaria          | 15,91     | 16,57     | 16,34     | 16,57 | SB    |
| 9.      | Allen Simms        | Stany Zjednoczone | 16,08     | 16,49     | 15,95     | 16,49 |       |
| 10.     | Olivier Sanou      | Birma             | 16,09     | X         | X         | 16,09 | SB    |
| –       | Arnie David Giralt | Kuba              | DNS       | DNS       | DNS       | DNS   | DNS   |

### Finał
Źródło: 
| Miejsce | Zawodnik            | Państwo  | Podejście | Podejście | Podejście | Podejście | Podejście | Podejście | Wynik | Uwagi |
| Miejsce | Zawodnik            | Państwo  | #1        | #2        | #3        | #4        | #5        | #6        | Wynik | Uwagi |
| ------- | ------------------- | -------- | --------- | --------- | --------- | --------- | --------- | --------- | ----- | ----- |
| 01 !    | Christian Olsson    | Szwecja  | 17,30     | 17,51     | 17,83     | –         | 17,45     | –         | 17,83 | =     |
| 02 !    | Jadel Gregório      | Brazylia | 16,87     | 17,43     | 16,88     | 17,28     | 17,01     | 17,21     | 17,43 |       |
| 03 !    | Yoandri Betanzos    | Kuba     | 14,56     | 17,07     | 17,23     | X         | X         | 17,36     | 17,36 |       |
| 4.      | Dźmitry Walukiewicz | Białoruś | 17,07     | 17,14     | 17,22     | X         | 16,95     | X         | 17,22 |       |
| 5.      | Marian Oprea        | Rumunia  | 16,70     | 17,19     | 17,15     | 16,75     | X         | 16,92     | 17,19 | SB    |
| 6.      | Mykoła Sawołajnen   | Ukraina  | 16,76     | X         | 16,67     | 16,53     | 16,73     | 16,95     | 16,95 |       |
| 7.      | Daniił Burkienia    | Rosja    | 16,28     | 16,53     | X         | 16,62     | 16,52     | 16,34     | 16,62 |       |
| 8.      | Julien Kapek        | Francja  | 16,01     | 16,43     | 16,48     | 16,37     | 16,50     | X         | 16,50 |       |